# Banda de Caspary
La banda de Caspary és una diferenciació de les parets primàries de les cèl·lules de l'endoderma i l'exoderma de les arrels de les plantes, i es concreta en una capa de suberina impermeable que s'estén sense successió de continuïtat al llarg de les parets radials i transversals. La banda de Caspari forma part de la paret, però és diferent en composició química, i cal veure-la més com una infiltració que no pas un dipòsit. Quan s'observa al microscopi tenyida amb safranina, la banda es tenyeix d'un altre color que la resta de la paret, ja que presenta diferent apetència per aquest colorant. S'utilitza per a bloquejar el flux passiu dels materials, com ara l'aigua i soluts en l'estela d'una planta. La banda va ser reconeguda per primera vegada com una estructura de la paret cel·lular per Robert Caspary (1865-1866).
La seva funció és impermeabilitzar la paret, impedint que les substàncies entrin en les cèl·lules de l'endodermis i exodermis. A més les cèl·lules estan unides entre si per les bandes amb la qual cosa també impossibiliten el pas de substàncies entre elles.
Hi ha dos tipus d'entrades de substàncies:
- Via apoplàstica: les substàncies entren per difusió a través de l'apoplast, i poden arribar fins al cilindre vascular, per això la banda de Caspary tapona el pas d'aigua i, per tant, les substàncies que es trobin dissoltes en aquesta.
- Via simplàstica: les substàncies entren al simplast i es difonen per transport intermembrana.

## Anatomia i fisiologia
La banda es forma durant l'ontogènia primerenca de la cèl·lula i és una part de la paret principal. Varia en amplada i amb freqüència és molt menor que la paret en què es produeix. Es localitza prop de la paret tangencial interna.
La química de la banda de Caspari és motiu de controvèrsia. Ha estat descrita com a composta de lignina o suberina o d'ambdues substàncies. Segons alguns estudis, la banda de Caspari s'inicia com un dipòsit localitzat de substàncies fenòliques i greixos no saturats entre les parets radials - és a dir, en la lamel·la mitjana - on formen pel·lícules parcialment oxidades. La paret principal s'incrusta i s'engrosseix més tard pels dipòsits de substàncies similars a l'interior de la paret. La incrustació de la paret cel·lular pel material que constitueix la banda de Caspari suposadament bloqueja els capil·lars de submicroscòpics de la paret. A més, el citoplasma de la cèl·lula endodèrmica és relativament unit fermament a la banda de Caspari, de manera que no se separa fàcilment de la franja quan el teixit se sotmet als efectes dels agents plasmolítics o d'un altre tipus que normalment causen una contracció dels protoplasts. Així, la banda de Caspari sembla formar una barrera en la qual el flux apoplàstic es veu obligat a passar a través de la selectivament permeable membrana plasmàtica cap al citoplasma (d'aquí el simplast) en lloc de seguir al llarg de la paret cel·lular.
Les bandes de Caspari es diferencien després que el creixement centrípeta del còrtex s'ha completat. En aquest nivell de l'arrel el desenvolupament de xilema primari en el cilindre vascular pot ser més o menys avançat. En les gimnospermes i les dicotiledònies amb creixement secundari, les arrels no desenvolupen cap altre tipus d'endodermis, només la que té bandes de Caspari. En moltes d'aquestes plantes, l'endodermis es descarta, juntament amb el còrtex, quan la peridermis es desenvolupa en el pericicle. Si el pericicle és superficial i el còrtex es conserva, l'endodermis s'estira o és trencat o manté el ritme d'expansió del cilindre vascular amb divisions anticlinals radials, de manera que les noves parets es converteixen en bades de Caspari en continuïtat amb les antigues.
En absència de creixement secundari (la majoria de les monocotiledònies i poques dicotiledònies), l'endodermis pateix amb freqüència algunes modificacions de la paret. Es distingeixen dues etapes de desenvolupament, a més de la primera etapa, quan només la banda de Caspari és present. En la segona etapa una lamel·la de suberina (o endodermin cobreix tota la paret a l'interior de la cèl·lula, de manera que la banda de Caspari queda separada del citoplasma i la connexió entre els dos deixa de ser evident. En la tercera etapa, una capa espessa de cel·lulosa es diposita sobre la làmina de suberina, de vegades en les parets tangencials interiors principalment. La paret gruixuda, així com la paret original en què es troba la banda de Caspari, pot lignificar-se. La banda de Caspari pot o no ser identificable després que es produeix l'engrossiment de la paret endodèrmica. La paret gruixuda endodèrmica, aquí classificada com a secundària, pot tenir forats. El desenvolupament successiu de les parets endodèrmiques queda palès en les monocotiledònies. En les dicotiledònies, la distinció entre la segona i tercera fase del desenvolupament endodèrmic pot ser poc clar (Guttenberg, 1943), i en les plantes vasculars inferiors la diferenciació finalitza amb la deposició de la lamel·la de suberina. L'endodermis amb bandes de Caspary i les posteriors modificacions de la paret tenen lloc en les arrels aèries.